# 奄美大岛语
奄美大岛语（島口；），是通行于奄美群岛中奄美大岛及邻近岛屿的一种琉球语，分为北奄美大岛语和南奄美大岛语。濑户内町的南部变体可能是一种独立的语言。
奄美大岛语和喜界语、德之岛语统称为奄美语。
日本不将奄美大岛语归为一种独立的语言，而称之为奄美方言。

## 使用者
流利使用者人数不明，母语者以老年人为主，这是日本打压少数语言的语言政策的反映。估计北部方言约有1万人使用，南部方言（濑户内町）约有2000人使用。

## 系属分类
一般承认北琉球语群的存在。其下的分类则十分有争议，有两种主要的假说：
- 二分说，主张者主要有中曽根政善 (1961)、平山輝夫 (1964)、中本正智 (1990)等人。主张将北琉球语群分为奄美语和冲绳语两支，奄美大岛的南北两支不做划分。
- 三分说，主张者主要有上村幸雄 (1972)（数说之一）、狩俣繁久 (2000)[5]等人。主张将北奄美大岛语（可能还包括喜界语） 和南部冲绳语划在一起，将南奄美大岛语、国头语划在一起，两者之间的形成第三支。这种假说中没有独立的奄美大岛语。

二分说对于讨论现代方言而言很方便，毕竟其分界和已有数百年之久的行政区划一致。另外，确实有几条同言线将南北奄美大岛语划在一起：词中的/k/与非高元音（/a/、/e/、/o/）相邻时变为/h/或消失。这罕见于冲绳方言。另外，标准日语/-awa/对应奄美大岛语的/-oː/和冲绳语的/-aː/。
三分说与系统发生学匹配得更好。一条明显的同言线是元音系统，标准日语/e/对应北奄美大岛语的/ɨ/， 而其他地方则是/i/ 。
基于元音系统的分类也有争议。喜界岛北部3个社区的口音与奄美大岛和南边的德之岛有相同的7元音系统，岛上剩下的部分则与更南边的冲永良部岛、与论岛相似。基于其他证据，狩俣繁久 (2000)和Lawrence (2011)暂将喜界语也归进来。

## 方言
奄美大岛语可分为北奄美大岛语和南奄美大岛语两支。
南部方言的分布大致对应濑户内町的范围，包括离岸岛。剩余部分说北部方言。
柴田武等人(1984)用词汇统计学手段，将北奄美大岛语分类如下：
- 东海岸
  - 赤棚[需要解释]
  - 大和村
  - 宇檢村
- 太平洋岸
  - 小湊[需要解释]
  - 北住用村
  - 南住用村

另外，岛北端半岛上的佐仁村，音系差异较大。
基于语音和词汇证据，柴田武等人 (1984)将南奄美大岛语分为
- 东部方言
- 西部方言

这反映了江户时代的行政区划。請島属于西区，但方言更接近东区。
南北方言的韵尾辅音除阻有差别。例如，“虾”在南部为[ʔip]，在北部为[ʔibi]（龍郷町）；“刃”南部为[katna]，北部为[katana]。

## 名称
据長田須磨 (1902–1998)，奄美大岛大和村称“语言”为 /ˈjumuθa/，称“岛语”为 /simaˈjumuθa/，称日本本土的标准日语为 /ˈjamaθoɡuci/。另一种称呼（shimaguchi /simaɡuci/）不见于他的词典。据奄美大岛本地学者倉井則雄(1923–)，shimaguchi与Yamatoguchi对立，而shimayumuta主要指各个村之间的口音差别。名濑民俗学者恵原義盛 (1905–1988)猜测shimaguchi的称呼起源较晚，可能来自Yamatoguchi的类推。他认为，某人的住家社区的方言大概对应。

## 音系

### 辅音
历史上，词首元音需要声门塞音的插音。*wo、*we后来变成没有插音的/u/、/i/，于是其他地方的声门塞音变为音位。再后来词首辅音消失，声门塞音与后面的辅音融合，出现一系列“声门化”辅音。鼻音一般是真声门化，而塞音只是变成不送气音[C˭]，与原来的送气音[Cʰ]对立。
|        | 唇音  | 唇音  | 唇音 | 齿龈音 | 齿龈音 | 齿龈音 | 龈后音 | 龈后音 | 龈后音 | 硬腭音 | 硬腭音 | 软腭音 | 软腭音 | 软腭音 | 声门音 | 声门音 |
|        | 弱    | 强    | 浊   | 弱     | 强     | 浊     | 弱     | 强     | 浊     | 硬腭音 | 硬腭音 | 弱     | 强     | 浊     | 声门音 | 声门音 |
| ------ | ----- | ----- | ---- | ------ | ------ | ------ | ------ | ------ | ------ | ------ | ------ | ------ | ------ | ------ | ------ | ------ |
| 鼻音   |       | mˀ(N) | m    |        | nˀ(N)  | n      |        |        |        |        |        |        |        |        |        |        |
| 塞音   | pʰ(S) | p˭(N) | b    | tʰ     | t˭     | d      |        |        |        |        |        | kʰ     | k˭     | ɡ      | ʔ      |        |
| 塞擦音 |       |       |      |        |        |        | t͡ʃʰ    | t͡ʃ˭    |        |        |        |        |        |        |        |        |
| 擦音   |       |       |      | s      |        | (z)    |        |        |        |        |        |        |        |        | h      |        |
| 近音   |       |       |      |        |        |        |        |        |        |        | j      |        |        | w      |        |        |
| 闪音   |       |       |      |        |        |        |        |        | ɾ      |        |        |        |        |        |        |        |

加計呂麻島諸鈍方言中，*pʰ变为/ɸ/，/z/仅见于晚近的日语借词。

#### 闭音节
在諸鈍方言中，/p t tɕ k ɕ ɾ m n/可出现在音节末。如/k˭upʰ/“脖”；/sakʰɾa/“樱”；/t˭ɨɾɡjo/“井”。 
其他方言也相似。韵尾辅音通常来自高前元音的删略，条件一定程度上受音高重音影响。例如，諸鈍方言中，2.1、2.2调名词实现为[⎞mɨtʰ]（水，2.1）与[⎞ʔiʃ]（石，2.2），而2.3-5则保留了末元音，如[mi⎛miː]（耳，2.3），[ha⎛ɾiː]（针，2.4），[ha⎛ɾuː]（春，2.5）。

### 元音
奄美大岛语有7个独立的元音，长短也形成对立，部分方言还分鼻化与否。
|    | 前 | 央 | 后 |
| -- | -- | -- | -- |
| 高 | i  | ɨ  | u  |
| 中 | e  | ɘ  | o  |
| 低 |    | a  |    |

/ɨ/、/ɘ/常记作“ï”、“ë”。
/ɨ/来自齿龈音后的*e和/i/。/ɘ/主要来自合流了的*ae、*ai，因此也常常是长元音。在部分南部方言中，词中/m/的消失产生了鼻化元音/ã õ ɨ̃ ɘ̃/：
*pama > pʰaã“滨”；*jome > juw̃ɨ̃“新娘”；*kimo > k˭joõ“肝”；*ɕima > ɕoõ“岛”；*mimidzu > mɘɘ̃dza“蚯蚓”
笠利方言有11个非鼻化、鼻化元音，佐仁方言计长元音则有18个元音，拥有琉球语中最多的元音。

## 资料
- Amami hōgen bunrui jiten (1977–1980) by Osada Suma, Suyama Nahoko and Fujii Misako. A dictionary for the dialect of Osada's home community, Yamatohama, Yamato Village of Amami Ōshima (part of Northern Amami Ōshima). Its phonemic romanization was designed by Hattori Shirō. He also supervised the early compilation process. This dictionary is partially available online as the Amami Dialect Dictionary  （页面存档备份，存于）.
- The Phonetics and Vocabulary of the Sani Dialect (Amami Oshima Island, Ryukyuan language group)' (2003) by Karimata Shigehisa. Sani is known as a language island.
- Kikaijima hōgen-shū (1977 [1941]) by Iwakura Ichirō. A dictionary for the author's home community, Aden, and a couple of other southern communities on Kikai Island of the Amami Islands (its membership disputed).
- Samuel E. Martin, 1970. Shodon: A Dialect of the Northern Ryukyus
- Shigehisa Karimata, 1995–1996. The Phonemes of the Shodon dialect in Amami-Oshima 的存檔，存档日期2015-04-10. 的存檔，存档日期2016-01-31.

## 阅读更多
- Samuel E. Martin, 1970. Shodon: A Dialect of the Northern Ryukyus
- Yuto Niinaga, 2009. How Do We Describe Demonstratives in Yuwan Ryukyuan?[永久]

In Japanese
- Shigehisa Karimata, 1995–1996. The Phonemes of the Shodon dialect in Amami-Oshima 的存檔，存档日期2015-04-10. 的存檔，存档日期2016-01-31.
- Masao Ono, 2003. Phonological characteristics of Northern Amami dialects
- Nobuko Kibe, 2011. Phonological characteristics of Kikaijima （页面存档备份，存于）